# Попов, Виталий Борисович
Виталий Борисович Попов (род. 13 июня 1946, Мичуринск) — советский и российский художник и журналист. Народный художник Российской Федерации (2006).

## Биография
Родился 13 июня 1946 года в городе Мичуринск Тамбовской области. Занимался в кружке изобразительных искусств местного Дома пионеров под руководством Аркадия Платицина. В 1971 году с отличием окончил Московское художественно-промышленное училище имени М. И. Калинина, где его преподавателями были М. Д. Базанова, И. Ф. Рябикин и И. А. Ефремов. В 1977 году окончил факультет монументального и декоративного искусства Московского высшего художественно-промышленного училища, где его преподавателями были С. М. Родионова и М. А. Марков.
С 1968 года работал в мастерской художника Николая Жукова. В 1978—1983 годах работал художественным редактором в еженедельнике «Неделя». В 1983—1986 годах — главный художник журнала ЦК ВЛКСМ «Студенческий меридиан». Сотрудничал с рядом издательств, проиллюстрировал около 20 книг. В 2000—2002 годах преподавал на кафедре академической живописи в МГХПУ им. С. Г. Строганова. С 2005 года профессор кафедры живописи Московского государственного областного университета.
Член Союза журналистов СССР (1980) и Союза художников СССР (1983). Член центрального правления общества «СССР — Италия», позднее — ассоциации культурного и делового сотрудничества с Италией. Принимал участие во многих художественных выставках в России и за рубежом. Его работы хранятся в Красноярском краевом художественном музее им. Сурикова, Пятигорском музее-усадьбе Н.Ярошенко, Липецкой художественной галерее, Тамбовском художественном музее, Мичуринском музее-усадьбе им. Герасимова, Мичуринском краеведческом музее, в Ватикане и Лалит Кала Академии (Дели).

## Награды и звания
- Серебряная медаль ВДНХ СССР за серию работ «Пейзажи России» (1985)[3]
- Серебряная медаль Академии художеств России за серию работ «Русский север» (1997)[3]
- Стипендиат Правительства России (2010)[3]
- Заслуженный художник России (1999)[3]
- Народный художник России (2006)[3]
- Знак «За заслуги перед Тамбовской областью»[2]